# Wojna polsko-ruska pod flagą biało-czerwoną
Wojna polsko-ruska pod flagą biało-czerwoną – debiutancka powieść Doroty Masłowskiej. 
Książka została wydana w 2002 w Warszawie w wydawnictwie „Lampa i Iskra Boża”. Autorem okładki i ilustracji książki jest artysta Maciej Sieńczyk. 
W 2003 znalazła się w finale Nagrody Literackiej „Nike”. Książka otrzymała Paszport „Polityki” (za „oryginalne spojrzenie na polską rzeczywistość oraz twórcze wykorzystanie języka pospolitego”) za rok 2002. 

## Fabuła
Powieść opowiada o Silnym oraz jego przygodach z kobietami. Książka spotkała się z pozytywnymi recenzjami Jerzego Pilcha oraz Marcina Świetlickiego, była także bestsellerem.

## Odbiór
Książka została przetłumaczona na wiele języków (angielski – White and Red, francuski – Polococtail Party, włoski – Prendi tutto, niemiecki – Schneeweiß und Russenrot, czeski – Červená a bílá, węgierski – Lengyel-ruszki háború a fehér-piros lobogó alatt, niderlandzki – Sneeuwwit en Russisch Rood, rosyjski – Польско-русская война под бело-красным флагом / Polsko-russkaja wojna pod bieło-krasnym fłagom, hiszpański – Blanco nieve, rojo Rusia, słowacki – Sneh a krv).
W 2009 roku powstała adaptacja filmowa książki pt. Wojna polsko-ruska w reżyserii Xawerego Żuławskiego. W tym samym roku ukazał się także audiobook czytany przez Grzegorza Przybyła.
Artykuł o ukazanym w powieści języku dresiarzy na łamach czasopisma Linguistica Bidgostiana ogłosił Włodzimierz Moch.

## Nagrody
- Paszport „Polityki” (za „oryginalne spojrzenie na polską rzeczywistość oraz twórcze wykorzystanie języka pospolitego”)
- Finał Nagrody Literackiej „Nike” w 2003[1]